# Église de Forssa
L'église de Forssa est construite au centre de la ville de Forssa en Finlande.

## Description
L'église en briques rouges est du style néogothique avec des influences du style nationaliste romantique.
Elle fut construite entre 1914 et 1917 dans le quartier de Kalliomäki selon les plans de l'architecte Josef Stenbäck. 
L'église fut inaugurée par le docteur en théologie Erkki Kaila le 15 septembre 1918. 
La présence de la société Forssa eut une influence sur la décision de construire l'église 
pour que les travailleurs de cette société évitent le déplacement à Tammela.
Erik O. W. Ehrström a peint en 1923 trois vitraux qui représentent respectivement la Nativité, sa crucifixion et son Ascension.
L'église possède trois cloches offertes par K.E. Palme. On leur a donné les noms suivants: De Gloria (Gloire à Dieu) , Patriae Lux (Lumière de la Patrie) et Labori Pax (Paix pour le Travail).
Les orgues actuelles datent de 1979 ; elles disposent de 34 jeux. 
Elles ont été fabriquées par Veikko Virtanen.

## Galerie

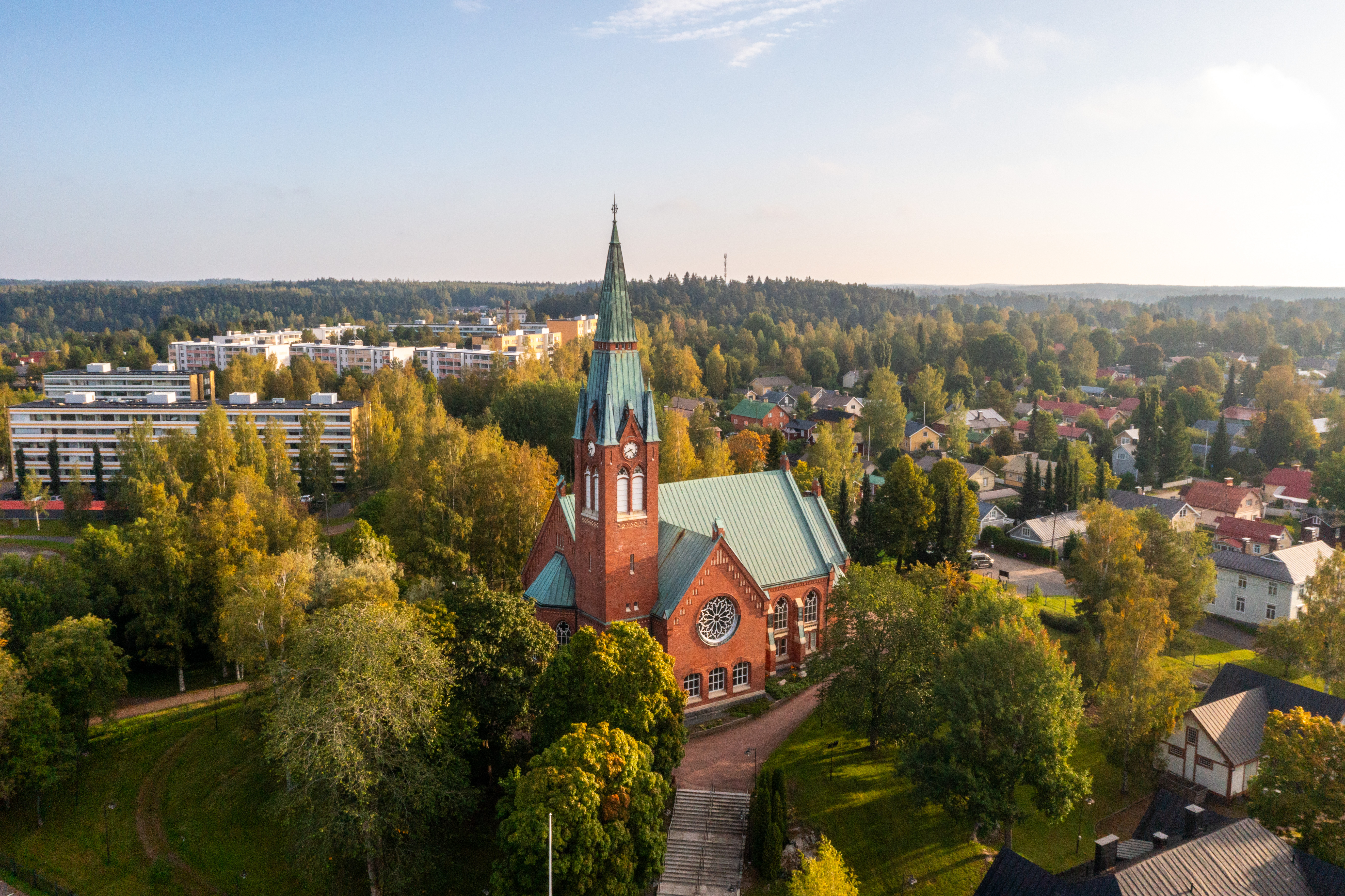
L'église de Forssa
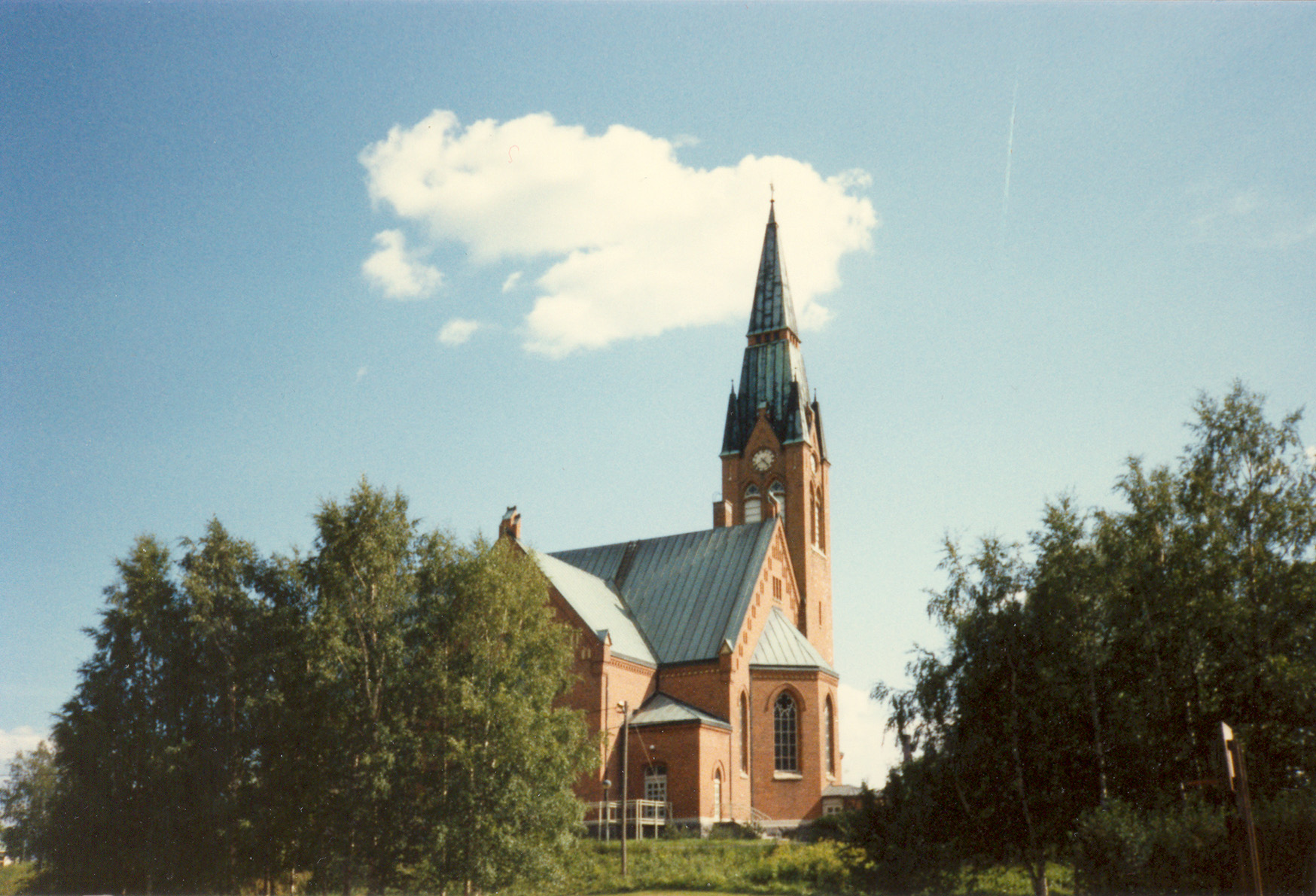
L'église de Forssa
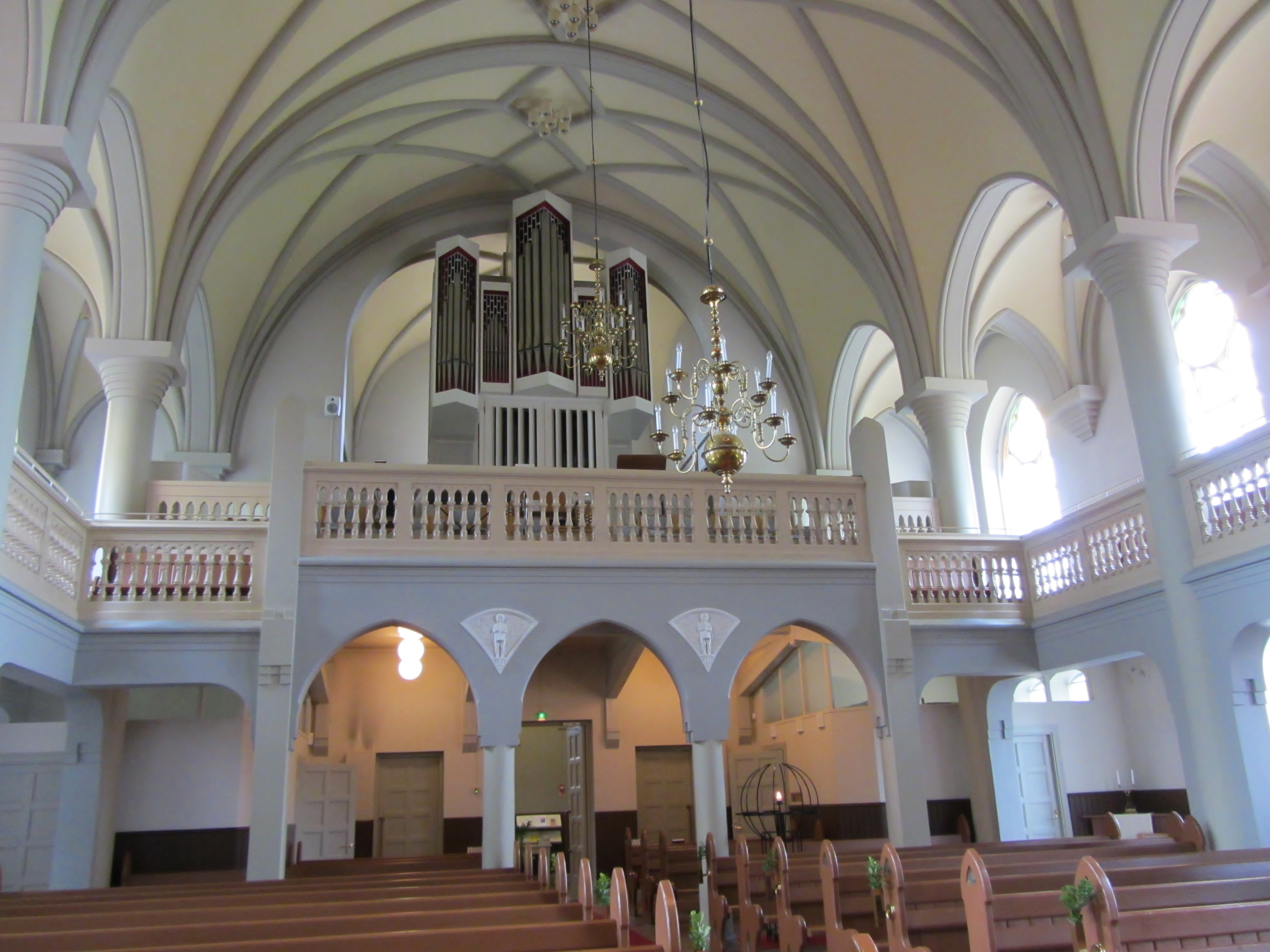
L'orgue.
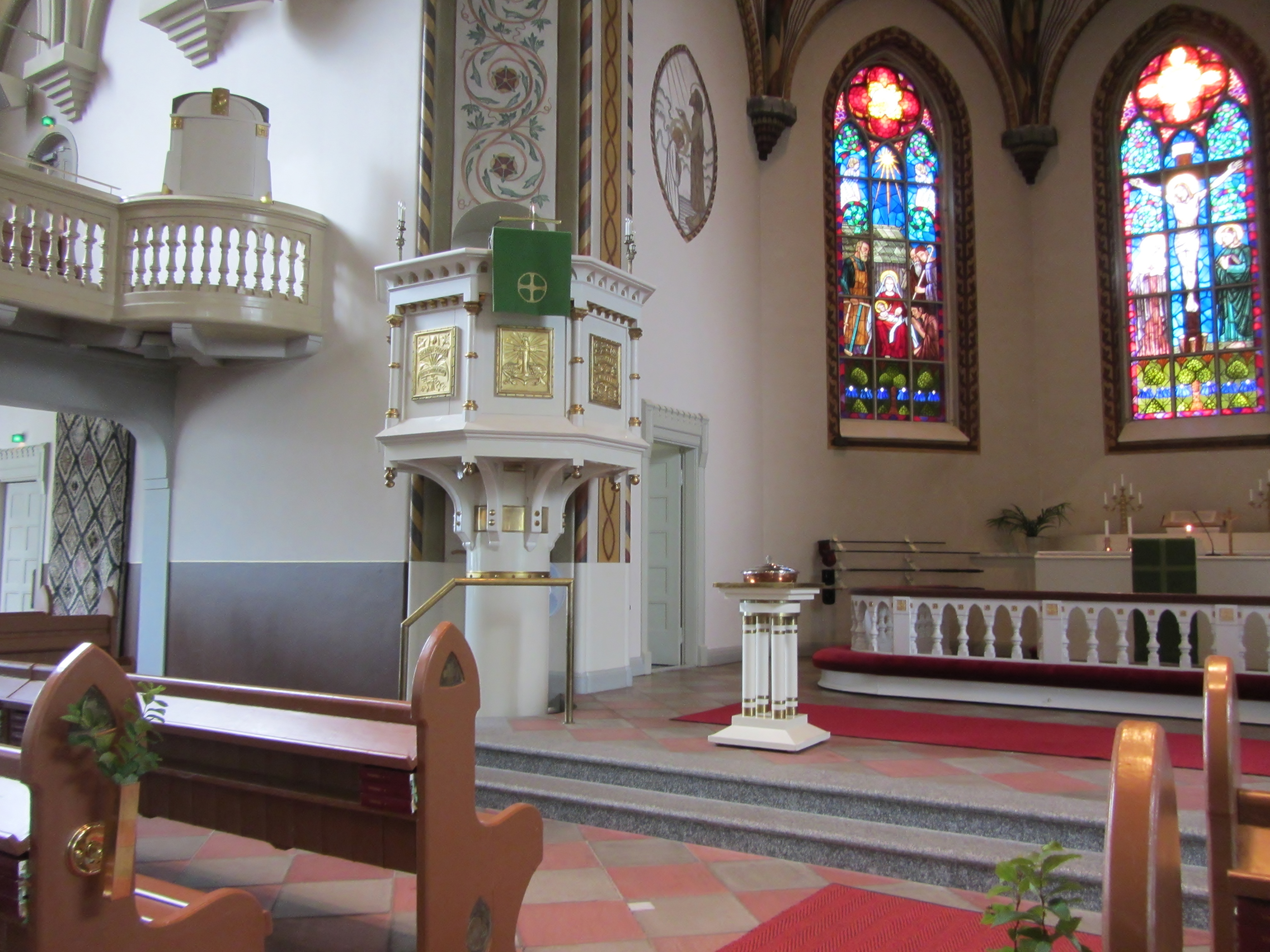
La chaire.